# Tonino Cragnolini
Tonino Cragnolini (Tarcento, 12 giugno 1937 – Tarcento, 17 gennaio 2014) è stato un disegnatore, incisore e pittore italiano.

## Biografia
Disegnatore, pittore e incisore, appartiene al circolo degli artisti friulani del Secondo Dopoguerra, di cui fanno parte, tra gli altri, Luciano Ceschia, Aldo Colò  e  Carlo Ciussi. 
Si diploma all’Accademia delle Belle Arti di Venezia seguendo gli insegnamenti di Cesco Magnolato.
Espone al pubblico le sue opere dal 1958 al 2013, in Italia e all’estero. Di particolare rilevanza, l’esposizione postuma “Tonino Cragnolini: 1937-2014 – Evocazioni storiche in Friuli”, 38ª Triennale Europea dell’Incisione del 2019, realizzata e fortemente voluta dalla Triennale Europea dell’Incisione in collaborazione con la Regione Autonoma Friuli Venezia Giulia, il Comune di Udine, Udine Musei, Fondazione Friuli e il patrocinio dell’Università degli Studi di Udine, tenutasi a Udine, nella chiesa di San Francesco, dal 20 settembre al 20 ottobre 2019, curata da Giuseppe Bergamini, organizzata e allestita da Alvise Rampini. 
Dotato di fini doti artistiche nel disegno e nelle tecniche pittoriche e incisorie, trae ispirazione per le sue opere dalla storia friulana e da testi letterari di carattere morale e politico. Dalle fonti storiche e letterarie consultate elabora i più famosi cicli pittorici: Aspettando Godot di Samuel Beckett, I Viaggi di Gulliver di Jonathan Swift, Una modesta proposta di Jonathan Swift, Una tensione di oscura paura, Il Mugnaio Menocchio, L’Inquisizione in Friuli, Nievo: Colloredo e Fratta, Immagini per la pace disegnando la guerra, I segni propizi e contrari, Zoiba Grassa 1511, Congiura, assassinio e spregio: rivisitazioni per immagini della figura di Bertrando da Saint Geniès Patriarca di Aquileia; Terremoto et Immaginario; Federico II in Friuli; Qoelet o Ecclesiaste.
Ha illustrato: L’Europe racontée aux jeunes di Jacques Le Goff, Miracoli a Trava di Elio Bartolini, Giorgio Mainerio: musico, abate, negromante: una storia friulana del XVI secolo di Marco Maria Tosolini; Viaggio di Herr Walther von der Vogelweide nella Patria del Friuli, ospite del Signore Patriarca Wolfger di Ellenbrechtskirchen in Civitate Austriae di Tito Maniacco. Assieme a Luciano Ceschia ha illustrato Le bianche scogliere di Rügen di Tito Maniacco. 
Opere di Cragnolini si trovano, oltre che in collezioni private in Italia e all’estero, alla Galleria d’Arte Moderna e ai Civici Musei di Udine, al Centro Iniziative Culturali Pordenone, al Palazzo dei Diamanti di Ferrara, alla Pinacoteca Alberto Martini di Oderzo e in varie sedi di Enti Pubblici. 